# Şeref Eroğlu
Şeref Eroğlu [Šeref Erólu], (* 21. listopadu 1975, Kahramanmaraş, Turecko) je bývalý reprezentant Turecka v zápase řecko-římském. Je olympijským medailistou z roku 2004.

## Kariéra
Vyrůstal v obci Dereköy, kde začal s tradičním zápasem zvaným karakudžak. Ve třinácti letech se přesunul do tréninkového centra mládeže v Sivas, kde se již věnoval řecko-římskému stylu. Později trénoval v Ankaře, kde vystudoval vysokou školu aby nakonec přesídlil do Istanbulu. Během své sportovní kariéry vystřídal několik trenérů - Erdogan Kodža, Mustafa Boylu nebo Hakki Bašar.
Zápasil v době zlaté éry tureckého řecko-římského zápasu, kdy společně s Hamza Yerlikayou nebo Nazmi Avlucou vozili medaile prakticky se všech turnajů, na kterých startovali. Eroğlu byl velmi úspěšný v Evropě, ale ve světě jakoby ztrácel půdu pod nohama. Byl znám až nadlidskou hbitostí. Říkalo se, že zvednout a přehodit tohoto Turka přes hlavu je skoro nemožné. Na olympijských hrách však tuto pověst nepotvrzoval. Jeho nezdar na olympijských hrách v Atlantě v roce 1996 byl cennou zkušeností a v roce 2000 na olympijských hrách v Sydney měl po veleúspěšných letech brát minimálně bronzovou medaili. Jenže ve skupině proti němu Rusové nominovali mladého Samurgaševa a po prohře s ním bylo po nadějích.
V roce 2004 se mu po rozpačitých sezonách tolik nevěřilo. Měl náročnou skupinu s největším favoritem Gruzíncem Kvirvelijou, který však nenačasoval optimálně formu. Byl z toho postup ze skupiny a nakonec i finálová účast proti Ázerbájdžánci Mansurovovi. Finále mělo napínavý průběh, kdy se mu v poslední minutě podařilo snížit skóre na jediný bod. Ten však nezískal a jako poražený finalista vybojoval stříbrnou medaili. V dalších letech šel s výkonností postupně dolů. Kvalifikoval se ještě na své čtvrté olympijské hry v Pekingu, ale jeho účast byla více symbolická. Následně ukončil sportovní kariéru. Věnuje se podnikání a politice.

## Výsledky
| Turnaj             | 1994         | 1995         | 1996         | 1997        | 1998        | 1999        | 2000        | 2001        | 2002       | 2003       | 2004       | 2005       | 2006       | 2007       | 2008       |
| Turnaj             | 19           | 20           | 21           | 22          | 23          | 24          | 25          | 26          | 27         | 28         | 29         | 30         | 31         | 32         | 33         |
| Turnaj             | bantamová v. | bantamová v. | bantamová v. | pérová váha | pérová váha | pérová váha | pérová váha | pérová váha | lehká váha | lehká váha | lehká váha | lehká váha | lehká váha | lehká váha | lehká váha |
| ------------------ | ------------ | ------------ | ------------ | ----------- | ----------- | ----------- | ----------- | ----------- | ---------- | ---------- | ---------- | ---------- | ---------- | ---------- | ---------- |
| Olympijské hry     | -            | -            | 17.          | -           | -           | -           | 10.         | -           | -          | -          | 2.         | -          | -          | -          | 17.        |
| Mistrovství světa  | 5.           | 14.          | -            | 1.          | 2.          | 2.          | -           | 16.         | 11.        | 5          | -          | 22.        | 5.         | 19.        | -          |
| Mistrovství Evropy | 1.           | dns          | 1.           | 2.          | 1.          | 3.          | dns         | 1.          | 1.         | 1.         | dns        | 17.        | 3.         | dns        | 10.        |